# 송은영
송은영(1978년 11월 16일~)은 대한민국의 배우이다. 1996년 MBC 문화방송 TV 드라마에서 연기자로 데뷔하였다.

## 출연작

### TV 드라마
- 1996년 MBC 《나》
- 1997년 MBC 《간이역 시즌 1기》
- 1997년 MBC 《신데렐라》
- 1997년 MBC 《간이역 시즌 2기》
- 1997년 KBS 《드라마 스페셜 - 오월의 크리스마스》
- 1997년 SBS 《이웃집 여자》
- 1997년 MBC 《남자 셋 여자 셋》
- 1998년 EBS 《내일》
- 1998년 MBC 《맏이》
- 1999년 SBS 《순풍 산부인과》
- 1999년 KBS 《유정》
- 2000년 MBC 《베스트 극장 - 내 생애 단 한 번》
- 2000년 MBC 《전원일기》
- 2000년 SBS 《카이스트》
- 2000년 KBS2  《드라마시티 - 누가 백만장자와 결혼하는가?》
- 2001년 SBS 《외출》
- 2003년 SBS 《압구정 종갓집》
- 2006년 Mnet 《추락천사 제니》

### 연극
- 2002년 《신의 아그네스》

### 영화
- 2010년 《여덟 번의 감정》

### TV 프로그램
- 1996년 MBC TV 《일요일 일요일 밤에》
- 1997년 KBS 2TV 《슈퍼 선데이》
- 2003년 MBC TV 《강호동의 천생연분》
- 2003년 SBS TV 《결정 맛대맛》
- 2003년 SBS TV 《TV 장학회》
- 2004년 SBS TV 《X맨》
- 2020년 SBS TV 《불타는 청춘》 시즌1을 끝으로 하차
- 2021년 SBS TV  《골 때리는 그녀들》